# Evrensekiz, Lüleburgaz
Evrensekiz là một thị trấn thuộc huyện Lüleburgaz, tỉnh Kırklareli, Thổ Nhĩ Kỳ. Dân số thời điểm năm 2011 là 2.904 người.